# Alfonso Linguiti
Alfonso Linguiti (Giffoni Valle Piana, 1827 – 29 settembre 1881) è stato un filologo e presbitero italiano.

## Biografia
Figlio di Carmine Linguiti e Giuseppina Romano, gemello di Francesco Linguiti, perse giovanissimo i genitori. I suoi tutori lo fecero studiare prima presso un prete del suo paese natale, successivamente presso il seminario di Salerno. Dopo essere diventato sacerdote, seguì la sua indole di educatore insegnando in seminario. Chiuso il seminario di Salerno nel 1861, insegnò presso il Liceo Tasso, sempre in Salerno, dove perfezionò l'insegnamento del greco e del latino approfondendo contemporaneamente gli studi filologici.
Molti dei suoi saggi letterari furono pubblicati nella rivista Il Nuovo Istitutore.

## Opere

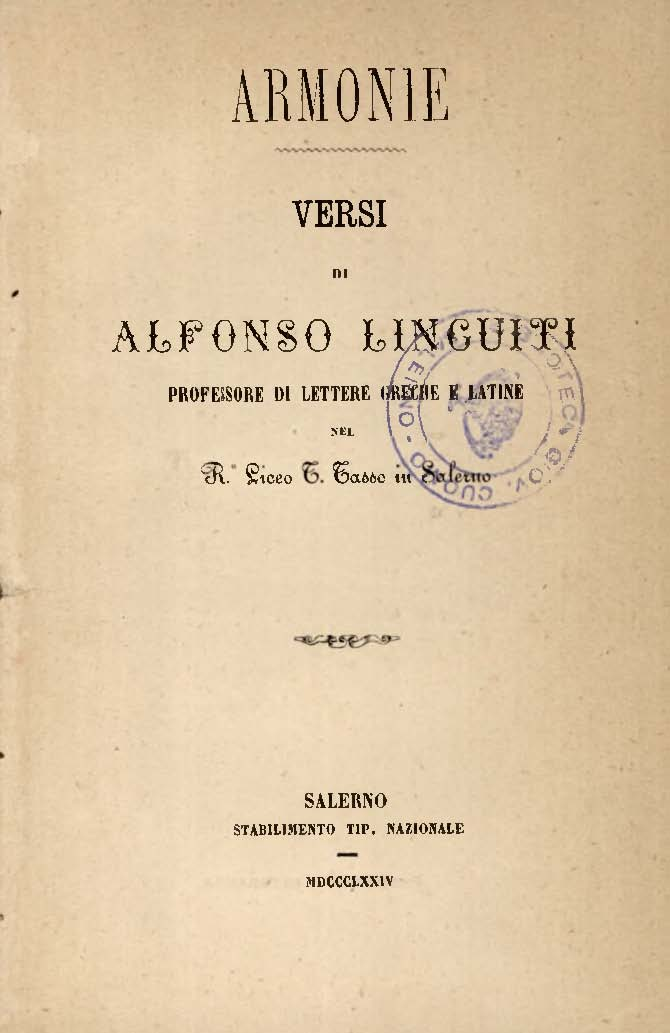
La raccolta di poesie del 1874 Armonie

- Alfonso Linguiti, Per il quarto centenario di Niccolò Machiavelli, carme, Tipografia Migliaccio, 1869.
- Alfonso Linguiti, Lucrezio Caro, Tipografia Migliaccio, 1874.
- Alfonso Linguiti, Armonie, Salerno, Stab. tip. Nazionale, 1874.